# Wホワイト
Wホワイト（ダブルホワイト）は、ソフトバンクモバイルが提供するホワイトプラン専用の割引サービス。2007年1月25日発表。2007年3月1日より提供開始。なお一部契約者には2007年2月21日より先行して提供が開始された。

## 概要
ホワイトプランにおける国内通話料（21時から翌1時までのソフトバンク携帯電話への通話および他事業者への通話）が半額の30秒10.5円（税込）となる。1ヶ月に47分以上（請求される通話料金が税込1974円以上）の通話があれば、Wホワイトを契約したほうが安くなる。
また、国内のテレビ電話（TVコール）や64kデジタルデータ通信についても30秒18.9円（税込）となる。

## サービス内容
- 定額料：980円/月 （ホワイトプランの基本使用料に加算）
- 国内通話料（ホワイトプラン＋Wホワイト）

| 相手先           | 1～21時     | 21～1時     |
| ---------------- | ----------- | ----------- |
| ソフトバンク携帯 | 無料        | 10.5円/30秒 |
| ソフトバンク以外 | 10.5円/30秒 | 10.5円/30秒 |

- 併用可能サービス
  - 新スーパーボーナス
  - 家族割引（但し、ホワイトプラン加入回線への基本使用料割引・家族間通話料割引は適用外）
  - パケットし放題（SoftBank 3G）、ハッピーパケット（5・6シリーズ）
  - S!ベーシックパック
  - あんしん保証パック
    - スーパー安心パック（新規受付終了）

  - 基本オプションパック（旧「スーパー便利パック」）

- 適用可能プラン
  - ホワイトプラン

## 市場占有率
- 2008年11月7日に契約数が534万件を突破したと発表。ホワイトプラン契約者のうち、35.6%を占める。